# Schéma du canal des Ardennes
Cette page est une annexe de l'article « Canal des Ardennes ».

## Profil
De Pont-à-Bar (Pk 0.00) à Berry-au-bac (Pk 105,00), par Vieux-lès-Asfeld (pk 60.85)
Pour des raisons techniques, il est temporairement impossible d'afficher le graphique qui aurait dû être présenté ici.

(1) Nivellement général de la France

## Tracé
| GRZq | uSTR+GRZq |

|  | uLock3 |

|  | uSTR |

|  | uWHRF |

|  | uSBRÜCKE |

|  | uLock3 |

|  | uSTR |

|  | uLock3 |

|  | uHST |

|  | uLock3 |

|  | uTUNNEL1 |

|  | uSTR |

|  | uSBRÜCKE |

|  | uSBRÜCKE |

|  | uSBRÜCKE |

|  | uLock3 |

|  | uSTR |

|  | uSBRÜCKE |

|  | uLock3 |

|  | uSTR |

|  | uLock3 |

| WASSER+l | uhKRZWae |

| WASSER | uSTR |

| hLKRZWaeq | uSBRÜCKE |

| uexRESVGe | ueTEEnr |

|  | uSBRÜCKE |

| uRESRl | ueTEEnr |

|  | uWHRF |

|  | uSBRÜCKE |

|  | uSBRÜCKE |

|  | uHST |

|  | uLOCKSd |

|  | uSBRÜCKE |

| GRZq | uSTR+GRZq |

| uexSTRq | ueABZgr |

|  | uSTR |

|  | uLock3 |

| uSTR+l | uFABZgr+r |

| uLock3 | uSTR |

| uSTR | uWHRF |

| uLock3 | uLock3 |

| uLock3 | uSBRÜCKE |

| uxWEIRg | uWHRF |

| uLock3 | uSTR |

| uWHRF | uLock3 |

|  | uSBRÜCKE |

|  | uSTR |

| uRESRl | ueTEEnr |

|  | uLock3 |

|  | uSTR |

| uRESRl | ueTEEnr |

|  | uLock3 |

|  | uSTR |

| uRESRl | ueTEEnr |

|  | uLock3 |

|  | uSTR |

|  | uHST |

|  | uWHRF |

| uRESRl | ueTEEnr |

|  | uSBRÜCKE |

|  | uSBRÜCKE |

|  | uLock3 |

|  | uSTR |

| uRESRl | ueTEEnr |

|  | uLock3 |

|  | uSTR |

| uRESRl | ueTEEnr |

|  | uLock3 |

|  | uSTR |

|  | uLock3 |

| uRESRl | ueTEEnr |

|  | uSTR |

| uRESRl | ueTEEnr |

|  | uLock3 |

| GRZq | uSTR+GRZq |

## Sources
- Direction générale des chemins de fer et des routes., Guide officiel de la navigation intérieure : avec itinéraires graphiques des principales lignes de navigation et carte générale des voies navigables de la France : (5e édition, revue et augmentée) / dressé par les soins du ministère des Travaux publics (Direction des routes, de la navigation et des mines), vol. 1, Paris, Baudry et Cie (Paris), 1891, 586 p. (lire en ligne), p. 343 et suite.
- Géoportail (dont ses anciennes cartes et photographies aériennes) et/ou Google Maps, pour divers points de détails.
- Le site de la Direction territoriale de VNF Nord -Est[1] et bassin de la Seine[2]